# Amblyonychus titan
Amblyonychus titan là một loài ruồi trong họ Asilidae. Amblyonychus titan được Carrera miêu tả năm 1959.